# Małopolski Szlak Geoturystyczny

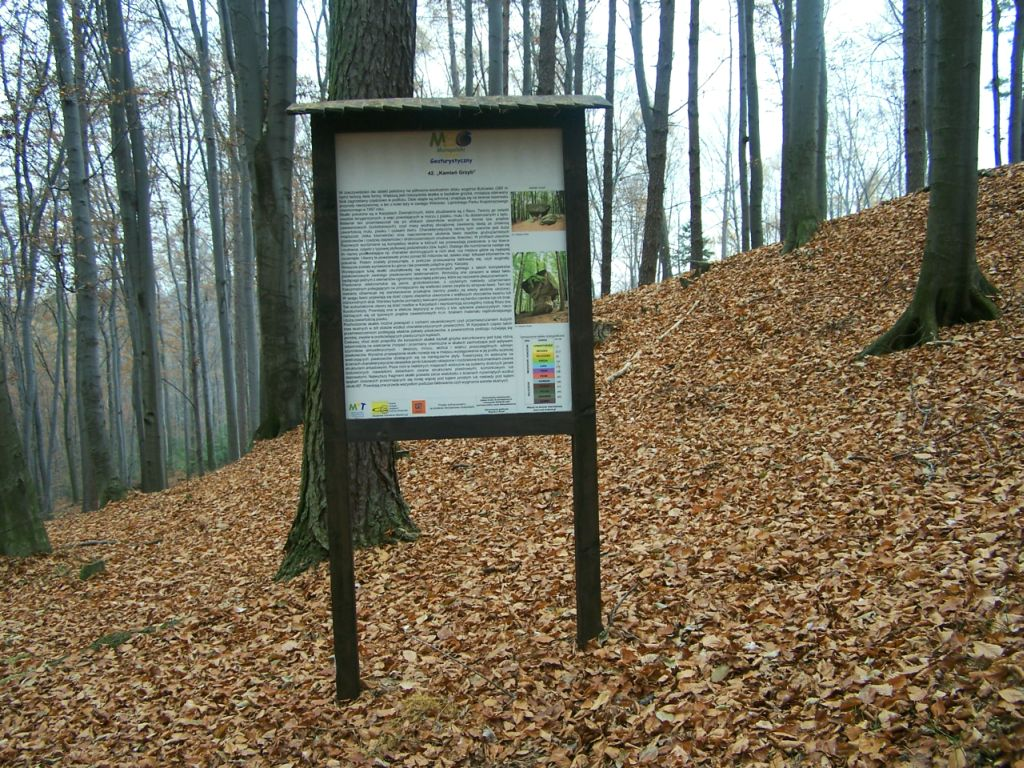
Tablica w rezerwacie przyrody Kamień-Grzyb

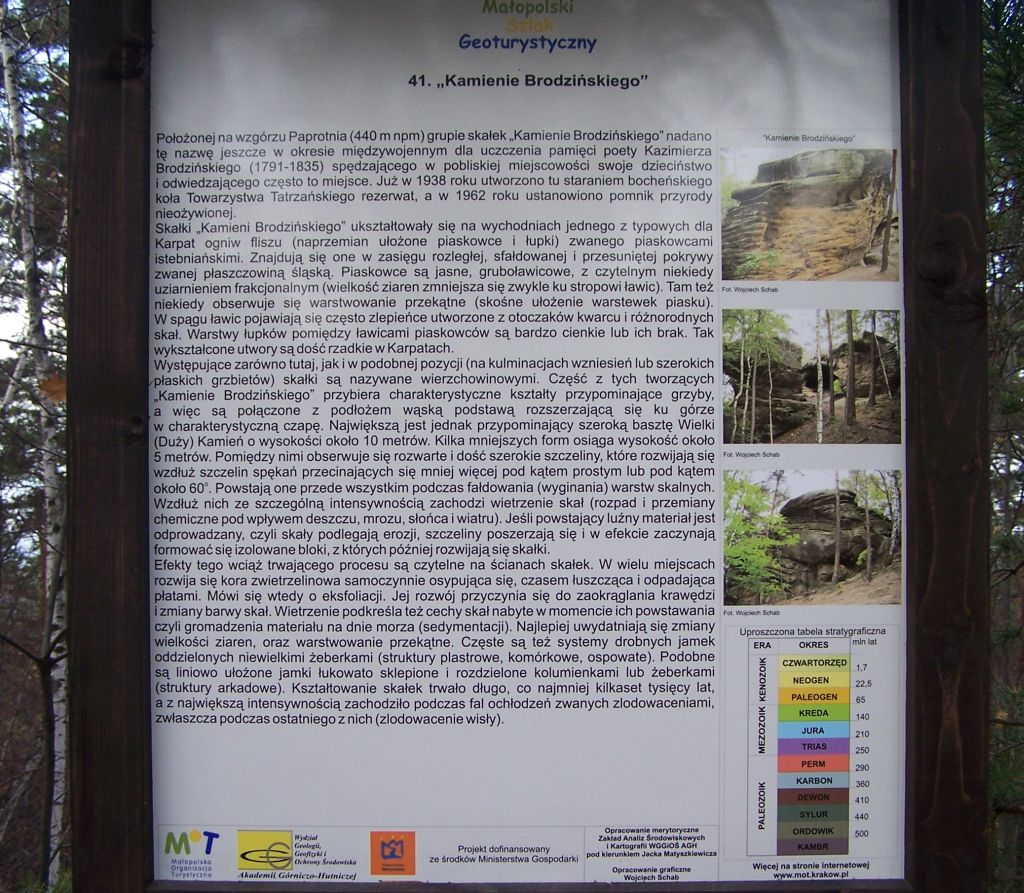
Tablica przy pomniku przyrody Kamienie Brodzińskiego

Małopolski Szlak Geoturystyczny – zainicjowany w województwie małopolskim w 2006 roku projekt mający na celu oznakowanie tablicami informacyjnymi chronionych prawnie obiektów przyrody takich, jak rezerwaty przyrody, pomniki przyrody, stanowiska dokumentacyjne, ale także obiektów jeszcze nie objętych ochroną, ale ciekawych pod względem geologicznym np. kamieniołomy, przełomy rzeki, nieczynne kopalnie, skałki, torfowiska, jaskinie. Celem projektu jest promowanie turystyki w regionie, stworzenie dydaktycznego materiału dla szkół, poszerzanie wiedzy geologicznej wśród turystów. Projekt realizowany jest przez Małopolską Organizację Turystyczną przy udziale specjalistów z Wydziału Geologii, Geofizyki i Ochrony Środowiska Akademii Górniczo-Hutniczej w Krakowie, którzy opracowują merytorycznie  tablice. Wykonanie tablic finansuje Ministerstwo Gospodarki. Na razie projektem objęte jest tylko województwo małopolskie, istnieją plany objęcia nim w przyszłości także sąsiedniego województwa śląskiego i podkarpackiego.
Na każdej tablicy jest numer przystanku i jego nazwa, opis geologiczny obiektu, zwykle także schematy ilustrujące przekroje i zdjęcia. Tablice wykonane są estetycznie i solidnie. Wykonanych jest już kilkadziesiąt tablic (stan na kwiecień 2007 r.) Tablice te stoją m.in. w takich miejscach, jak: Biała Woda, Brama Bolechowicka, Kamień-Grzyb, Kamienie Brodzińskiego, Dolina Mnikowska, Panieńskie Skały, Sokolica (w Dolinie Będkowskiej), Skamieniałe Miasto. Znajdują się również w parkach narodowych; w Tatrzańskim, Pienińskim, Gorczańskim i Babiogórskim.